# ماركو سيينا
ماركو سيينا (بالألمانية: Marco Sejna)‏ (20 مارس 1972 ببرلين في ألمانيا - ) هو لاعب كرة قدم ألماني في مركز حراسة المرمى. لعب مع إنغولشتات 04 وروت فايس آهلن وروت فايس إيسن وساتشسين لايبزيغ ونادي هرتا برلين ويونيون برلين وSFC Stern 1900 ‏ وSV Yeşilyurt ‏ وFC Ingolstadt 04 II ‏ وتنس بوروسيا برلين وHertha BSC II ‏.

## وصلات خارجية
- ماركو سيينا على موقع قاعدة بيانات كرة القدم.إي يو (الإنجليزية)
- ماركو سيينا على موقع بيانات كرة القدم. دي إي (الألمانية)
- ماركو سيينا على موقع عالم كرة القدم.نت (الإنجليزية)